# Julia Pietrucha
Julia Pietrucha (sinh ngày 17 tháng 3 năm 1989 tại Warsaw) là một diễn viên, ca sĩ và người mẫu người Ba Lan.

## Sự nghiệp
Năm 2007, nhờ vai Zosia Paluch trong phim truyền hình Jutro idziemy do kina của đạo diễn Michał Kwieciński, Julia Pietrucha được nhận Giải thưởng Diễn xuất Đặc biệt tại Liên hoan phim Gdynia lần thứ 32.
Năm 2014, Julia Pietrucha giành chiến thắng trong tập đầu tiên của chương trình Twoja twarz brzmi znajomo được phát sóng trên kênh Polsat. 
Tháng 4 năm 2016, Julia Pietrucha phát hành album đầu tay có tên là Parsley. Album này đã được đưa lên kênh YouTube. 

## Thành tích nghệ thuật

### Phim truyền hình
| Năm       | Tựa đề                | Vai diễn                    | Ghi chú        |
| --------- | --------------------- | --------------------------- | -------------- |
| 2003      | Kasia i Tomek         | Cô gái trẻ (chỉ lồng tiếng) | Phần 2, tập 33 |
| 2003–2006 | Na Wspólnej           | Alicja Furga, Julia Furga   |                |
| 2005–2006 | Pensjonat pod Różą    | Kasia Statkiewicz           |                |
| 2006      | Kochaj mnie, kochaj!  | Julka                       |                |
| 2007      | Jutro idziemy do kina | Zosia Paluch                |                |
| 2007      | Regina                | Kinga Stroch                |                |
| 2008      | 39 i pół              | Friend of Patryk            |                |
| 2008–2011 | M jak miłość          | Alicja Staniszewska         |                |
| 2009      | Miasto z morza        | Łucja Konka                 |                |
| 2009      | Rodzina zastępcza     | Marta Kowalczyk             | Tập 317        |
| 2009      | Naznaczony            | Natalia                     | Tập 4          |
| 2009      | Teraz albo nigdy!     | Kaja                        | Tập 27 và 29   |
| 2009–2013 | Blondynka             | Sylwia Kubus                |                |
| 2012      | Galeria               | Anita Woydatt               |                |
| 2014      | Ojciec Mateusz        | Monika Dębowska             | Tập 135        |

### Phim điện ảnh
| Năm  | Tựa đề              | Vai diễn                      | Ghi chú |
| ---- | ------------------- | ----------------------------- | ------- |
| 2007 | Hope                | Cô gái trong buồng điện thoại |         |
| 2007 | Testosteron         | Mẹ của Tytus                  |         |
| 2008 | Lejdis              |                               |         |
| 2009 | Miasto z morza      | Łucja Konka                   |         |
| 2009 | Tatarak             | Halinka                       |         |
| 2014 | The Curse of Styria | Carmilla                      |         |